# Isle of Purbeck
Isle of Purbeck – półwysep  w Anglii, w Dorset, w dystrykcie (unitary authority) Dorset.